# Nicolussi
Nicolussi ist ein italienischer Familienname, den u. a. ca. vier Fünftel der Bewohner der zimbrischen Trentiner Gemeinde Lusern tragen.

## Namensträger
- Eduard Reut-Nicolussi (1888–1958), aus Lusern stammender österreichischer Jurist (Völkerrecht)
- Hans Nicolussi (* 2000), italienischer Fußballspieler
- Hermann Nicolussi-Leck (1913–1999), Südtiroler Politiker
- Karl Nicolussi-Leck (1917–2008), Südtiroler Unternehmer und SS-Offizier
- Maria Nicolussi (1882–1961), Lehrerin und Bildungspionierin in Südtirol